# 古田晃広 (写真家)
古田 晃広 （ふるた あきひろ、1970年4月28日 - ）は日本の写真家。埼玉県富士見市生まれ。「ボンジュールフォト」主宰

## 略歴
幼少期は埼玉で過ごし埼玉県立川越高等学校に入学。大学には進学せず東京文化デザイン専門学校インテリア科に入学しインテリアデザインを学ぶ。専門学校卒業後、結婚式のカメラマンとしてキャリアスタート。30代でフリーランスとして始動。フリー時代は広告、ファッション業界で経験を積む。その後ボンジュールフォト設立。

## 作風
人物写真撮影を得意とし特に子供の写真に定評あり。普遍的で温かい作風が特徴。自身の家族写真を作品として発表。そちらでは多数写真賞の受賞歴がある
。

## メディア
- 家族写真家に聞く「パパだからこそ撮れる良い写真の秘訣」とは？[3]。
- 新たな写真表現を切り開く！海外を目指した写真家たち[4]。
- ONWARD '11 Juried Photography Competition
- Honorable Mentions Akihiro Furuta[5]
- AKIHIRO FURUTA | MONDO BIZZARRO GALLERY[6]
- キタムラ フォトコンテスト2009 春夏　結果発表! 特選 「未来のカメラマン」古田晃広[7]